# Josep Pijoan Garcia
Josep Pijoan i Garcia fou un polític català d'àmbit municipal, de l'Ametlla de Mar, neixut al 1852 i mort al segle xx, que junt amb un grup de ciutadans d'aquella localitat, promogué i aconseguí la independència municipal del seu poble respecte al de El Perelló, municipi al que l'Ametlla pertanyia fins al 24 de desembre de 1891.
Josep Pijoan Garcia fou també el primer batlle de l'Ametlla de Mar, i repetí en el càrrec en períodes molt curts, durant tres dècades.
Al seu poble hi té dedicada una avinguda, en la que està situada la casa consistorial.
ALCALDE DE L'AMETLLA DE MAR
Alcalde 24-12-1891/01-01-1894
Alcalde 01-03-1898/13-01-1899
Alcalde accidental 29-01-1911/05-02-1911
Alcalde 01-01-1912/01-01-1914
Alcalde 01-07-1915/07-01-1916
Alcalde 23-02-1919/01-04-1922